# Castellier-Santa Domenica
Castellier-Santa Domenica (in croato Kaštelir-Labinci; in veneto Castełier-Santa Domenega) è un comune croato di 1 459 abitanti della Regione istriana.

## Storia
Il paese era inserito nel feudo monastico dell'abbazia di San Michele Sottoterra di Diliano di Visignano. Il feudo era un vasto territorio, compreso fra le località di Parenzo e Montona, che da Visignano attraverso la vasta campagna di Colombera andava a Santa Domenica fino alla Madonna dei Campi e a Visinada e Torre di Parenzo. I monaci benedettini rimasero fino al 1529; dopodiché subentrò il clero secolare fino al 1829, quando l'abbazia venne incorporata alla pieve di San Giovanni Battista di Santa Domenica, che conserva i resti delle antiche architetture ecclesiali monastiche.
Nel 1060 l'imperatore Enrico IV concede al vescovo Adelmano di Parenzo la giurisdizione dell'abbazia di San Michele Sottoterra e da questa data il monastero perderà la sua indipendenza, pur conservando ampia autonomia, ed il feudo monastico entrerà nei possedimenti ecclesiastici della Diocesi di Parenzo. Dopo il 1077 il vescovo di Parenzo donò il feudo a Enrico di Eppenstein, marchese d'Istria.
Nel 1203 il paese è inserito nell'atto di ricognizione dei confini delle cosiddette “terre di S. Mauro”, nome che identificava il territorio di Parenzo, dal nome del vescovo San Mauro di Parenzo (V secolo); l'atto di ricognizione era stato disposto dal Patriarca di Aquileia Volchero, marchese d'Istria.
Il territorio appartenne dal 1278 al 1797 alla Repubblica di Venezia. Esso fu abitato da popolazioni provenienti dalla Venezia Giulia e, tra il XVI e il XVII secolo, vi giunsero famiglie contadine provenienti dalla Dalmazia e da altre zone in fuga dalle conquiste ottomane.
Alla caduta della Repubblica di Venezia, nel 1797, il territorio passò sotto la dominazione austriaca e poi della Francia napoleonica (1806 – 1814), all'interno delle Province illiriche. Con il Congresso di Vienna il paese, con l'Istria, tornò sotto l'Austria.
Al termine della prima guerra mondiale, dopo il trattato di Rapallo, entrò nel Regno d'Italia. Al termine della seconda guerra mondiale passò alla Croazia nella federazione jugoslava. Come in diverse altre località dell'Istria, molti abitanti lasciarono il paese a causa dell'esodo istriano. Nel 1991 Castellier-Santa Domenica divenne parte della Croazia indipendente.

## Società

### Etnie e minoranze straniere
Secondo il discusso censimento austriaco del 1910, la popolazione del comune Castellier-Santa Domenica era così distribuita etnicamente:
| Paese          | Totale abitanti | Lingua d'uso italiano | Lingua d'uso serbo-croato | Lingua d'uso sloveno |
| -------------- | --------------- | --------------------- | ------------------------- | -------------------- |
| Castellier     | 1364            | 347                   | 1001                      | 8                    |
| Santa Domenica | 718             | 714                   | 2                         | 0                    |

### La presenza autoctona di italiani
È presente una comunità di italiani autoctoni che rappresentano una minoranza residuale di quelle popolazioni italofone che abitarono per secoli la penisola dell'Istria e le coste e le isole del Quarnaro e della Dalmazia, territori che appartennero alla Repubblica di Venezia. La presenza degli italiani a Castellier-Santa Domenica è drasticamente diminuita in seguito all'esodo giuliano dalmata, che avvenne dopo la seconda guerra mondiale e che fu anche cagionato dai "massacri delle foibe".
Fino a prima dell'esodo giuliano dalmata gli italiani costituivano una parte consistente della popolazione totale. Oggi, secondo l'ultimo censimento croato del 2011, è presente nel comune di Castellier-Santa Domenica una minoranza autoctona di italiani composta da 82 persone, pari al 5,60% della popolazione complessiva.

### Lingue e dialetti
| %      | Ripartizione linguistica (gruppi principali) |
| ------ | -------------------------------------------- |
| 88,23% | madrelingua croata                           |
| 7,80%  | madrelingua italiana                         |
| 1,12%  | madrelingua serba                            |

| %      | Ripartizione linguistica (gruppi principali) |
| ------ | -------------------------------------------- |
| 1,03%  | madrelingua tedesca                          |
| 90,77% | madrelingua croata                           |
| 5,60%  | madrelingua italiana                         |

## Località
Il comune di Castellier-Santa Domenica è diviso in 15 insediamenti (naselja):

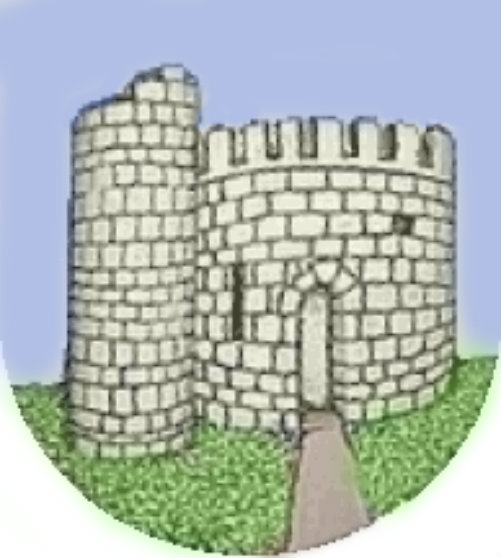
Possibile colorazione dello stemma del comune

| - Babici (Babići) - Bernobi (Brnobići) - Castellier (Kaštelir), sede comunale - Ceriani (Cerjani) - Ciòlin (Dvori) | - Cocianci (Krančići) - Covaz (Kovači) - Decli (Deklići) - Mechissi (Mekiši kod Kaštelira) - Stanzia Grande (Rogovići) | - Roiaz (Rojci) - Roschi (Roškići) - Santa Domenica (Labinci) - Tadini (Tadini) - Valenti (Valentići) |